# Prébayon
Prébayon (Pratum Valicum), est originellement un lieu-dit où prend sa source le Trignon, fontaine vauclusienne située sur la commune de Sablet. C'est aussi le lieu choisi par des moniales pratiquant la règle de Césaire d'Arles pour installer la première abbaye féminine dans le département de Vaucluse au début du VIIe siècle.

## La première abbaye
Ce fut en 611, que Germilie, parente de Radegonde, se rendit dans le diocèse de Vaison à la demande de Rusticule, la quatrième abbesse de Saint-Césaire d'Arles. Elle venait convaincre son évêque Artemius de prêter son concours pour fonder une abbaye de femmes au Pratum Valicum, au cœur des Dentelles de Montmirail.  L'accord obtenu, elle fut rejointe par cinq jeunes filles nobles. 
Le succès de ce premier établissement religieux fut considérable puisqu'en 614, l'abbaye regroupait 18 moniales qui suivaient la « Règle de Saint Césaire » et avaient implanté la vigne sur leur domaine.

## Les raids sarrasins
Le premier aurait eu lieu en 787, quand ils s'installèrent dans le Massif des Dentelles de Montmirail. L'abbaye fut détruite. Le second se déroula en 850. Venus de Gassin, ils avaient mis sans succès le siège devant Arles. Leur flotte ayant été drossée par le mistral vers l’embouchure du Rhône, sous la conduite de Girart de Roussillon, gouverneur de Provence, les Arlésiens rattrapèrent une partie de leurs troupes qui fut massacrée. Les rescapés remontèrent dans la basse vallée du Rhône et entrèrent dans celle de l'Ouvèze. Après leur passage, l'abbaye qui avait pris le nom de Sainte-Marie de Prébayon, fut totalement ruinée et dut être reconstruite par Aredius, évêque de Vaison.

## La légende du pont du diable
Il existe une légende concernant la construction du pont enjambant le Trignon et donnant accès au monastère. Il aurait été édifié par un diable qui, pour mieux suborner les moniales, aurait pris les traits de monseigneur l'évêque de Vaison. 
Au cours de sa visite pastorale, il s'émut devant l'abbesse de leur solitude due, selon lui, à l'absence d'un solide pont de pierre. Il se fit répondre que la pauvreté de leur communauté ne permettait pas d'envisager une telle dépense. Tartuffe en diable, le prétendu prélat accepta de se charger de cette tache si toutes les nonnettes lui juraient « fidélité, obéissance et allégeance aussi longtemps que l'arche tiendra. ». Et pour mieux convaincre ces filles de Dieu, il leur promit qu'il lui suffirait d'une nuit pour achever l'ouvrage.   
L'affaire fut conclue et le pont achevé suivant les termes du contrat. Les nonnes furent aux anges. « Ah, si elles avaient su ! Mais jamais jusqu'alors de mémoire humaine, on avait ouï dire que le diable se piquait d'être maçon. On pense même que c'est ici qu'il construisit son premier pont. ». Comme elles avaient juré, les pauvres filles perdirent non seulement leurs âmes, mais leurs corps.   
Dès lors Lucifer s'installa sur place avec une kyrielle de diables grands et petits. « Quel sabbat, mais quel sabbat ce fut pendant des années ! ». Pourtant, il arriva qu'un beau jour le Père Éternel tourna son regard vers ce lieu déshérité. Il n'en crut pas ses yeux « quand il reconnut son vieil ennemi et ses diablotins trônant au milieu de ses filles dévêtues à la première mode de notre mère Ève ». La colère divine ne connut pas de bornes.
D'un geste, Dieu le Père commanda aux éléments et fit enfler puis déborder le modeste Trignon qui dans ses flots tumultueux emporta tout : les diables, l'abbaye, les nonnes et leurs pêchés. « Tout, sauf le pont qui résista et qui résiste toujours depuis bientôt un millénaire. ».

## Les moniales cartusiennes
Vers les années 1145, les moniales de Prébayon (le Pratum Valicum avait alors évolué en Parvalon) demandèrent leur rattachement à l'ordre des Chartreux qui délégua Jean d'Espagne, prieur de la chartreuse de Montrieux, pour communiquer les « Coutumes » de l'ordre aux moniales. Il en résulta une forme de vie plus cénobitique que celle des chartreux (pas de cellule individuelle, office de nuit récité et non chanté, sauf pour les fêtes, réfectoire quotidien). À partir de ce moment, Prébayon aurait dû cesser d'être une abbaye au sens strict, les chartreux ayant renoncé à la dignité abbatiale.

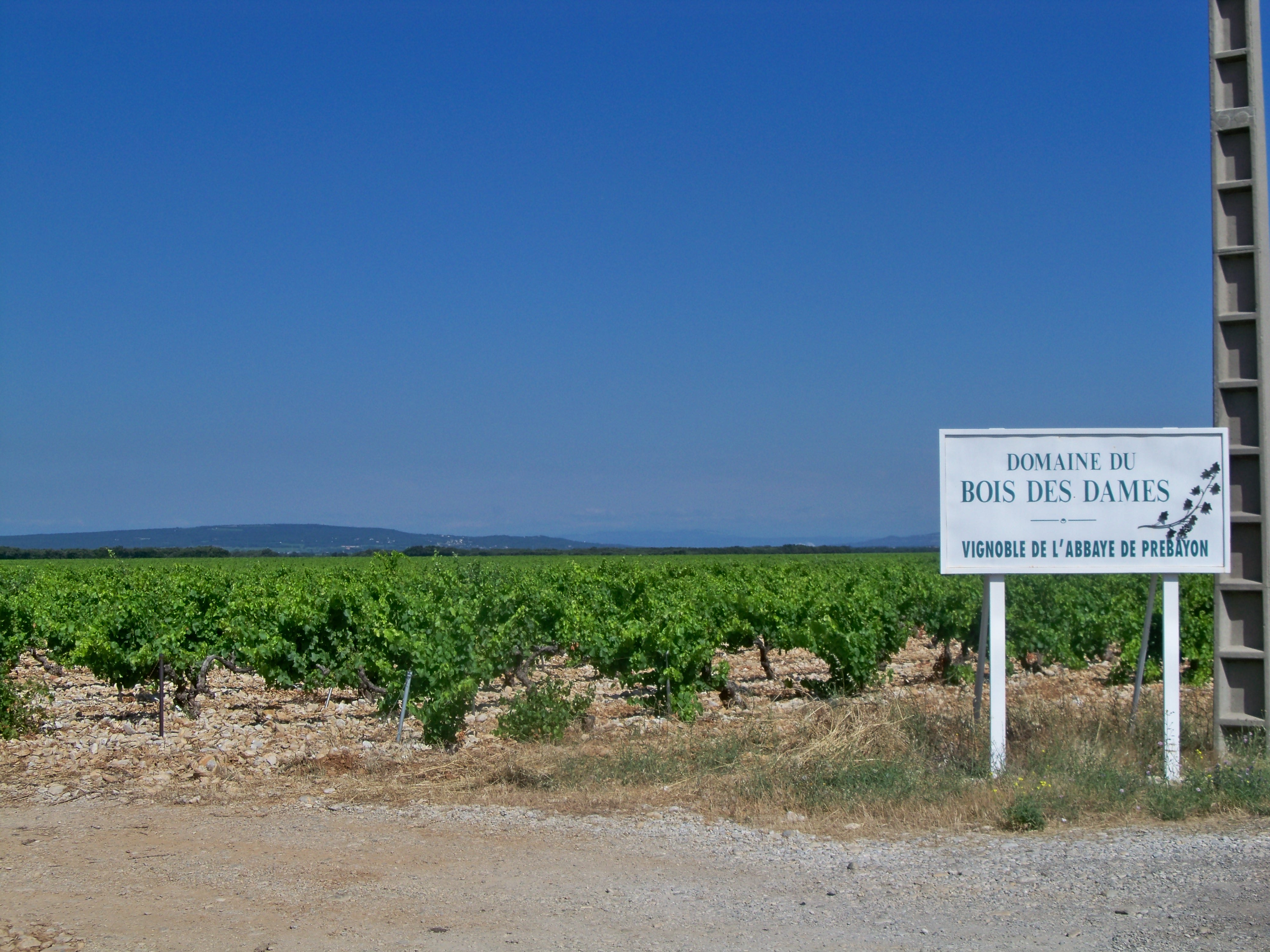
Le vignoble historique de l'abbaye de Prébayon

Le nouveau monastère subit ensuite, en 1228, une crue énorme de l'exurgence du Trignon, qui inonda la vallée, ruina l'établissement et décima les moniales. Les survivantes abandonnèrent dès lors cette retraite. Les moniales s'installèrent alors au bord de l’Ouvèze, à Saint-André-de-Ramières. Ce lieu, aujourd'hui, réduit à un simple hameau, de la commune de Gigondas, devint un village d’importance construit à proximité de l’abbaye des Dames de Prébayon. Leur venue sur le Plan de Dieu leur permit de devenir propriétaires du « Bois des Dames ».
Le rayonnement de cette première fondation cartusienne féminine fut important, puisque c'est d'elle que partirent les moniales qui formèrent les communautés de plusieurs monastères de chartreusines, comme Bertaud. Ce fut là, que le 5 février 1274, les délégués des Ramières et ceux de Sablet se retrouvèrent pour prêter serment de fidélité au pape entre les mains du Recteur du Comtat, Guillaume de Villaret, Grand Prieur des hospitaliers de Saint-Gilles.
Dans les années 1334-1336, le monastère fut définitivement détaché de la communion avec l'ordre des Chartreux, mais les moniales conservèrent l'habit et une partie des usages cartusiens. Au XVIIe siècle, après une tentative infructueuse de réintégration à l'ordre cartusien, le monastère fut réuni à la mense de l'évêque d'Orange.